# Fast Healthcare Interoperability Resources
FHIR (англ. Fast Healthcare Interoperability Resources — ресурсы быстрого взаимодействия в сфере здравоохранения) — стандарт обмена медицинской информацией. Стандарт описывает форматы медицинских данных и обмен этими данными через REST API. FHIR является торговой маркой некоммерческой организации HL7 (Health Level Seven International).
FHIR API рекомендован в США для доступа к публичной медицинской информации

Целью стандарта является взаимодействие между устаревшими системами здравоохранения, а также доступ к медицинским данным с различных устройств (компьютеров, планшетов, мобильных телефонов).
В феврале 2014 года «Health Level Seven International» опубликовал FHIR как «Проект стандарта для пробного использования, выпуск 1, версия DSTU 1 (v0.0.82)». После активной доработки

 23 сентября 2015 года опубликован «Проект стандарта для пробного использования, выпуск 2, версия DSTU 2 (v1.0.1)». FHIR версии 3 опубликован в марте 2017 года; версии 4.01 — в октябре 2019 года.

## Структура стандарта
FHIR использует JSON или XML в качестве формата данных. Например:
```
{

  
"resourceType"
:
 
"Patient"
,

  
"id"
:
 
"example"
,

  
"active"
:
 
true
,

  
"name"
:
 
[{
"use"
:
 
"official"
,
 
"family"
:
 
[
"Doe"
],
 
"given"
:
 
[
"Peter"
,
 
"John"
]}],

  
"telecom"
:
 
[{
"system"
:
 
"phone"
,
 
"value"
:
 
"(03) 5555 6473"
,
 
"use"
:
 
"work"
}],

  
"gender"
:
 
"male"
,

  
"birthDate"
:
 
"1970-01-01"
,

  
"deceasedBoolean"
:
 
false
,

  
"managingOrganization"
:
 
{
"reference"
:
 
"Organization/1"
}

}

```

Доступ к данным осуществляется через RESTful API. Например, с такими основными сущностями здравоохранения как пациент, диагноз или лекарство можно работать через URL-адрес соответствующего ресурса. Для авторизации используется OAuth

## Реализации
Существующие реализации FHIR с открытым исходным кодом включают в себя эталонную реализацию на языке программирования Delphi. Также имеются версии на Groovy, Java и .NET. В некоторых реализациях используется база данных PostgreSQL.

## FHIR Сервер Опции
Рассмотрим шесть наиболее известных решений FHIR-сервера. Каждое из них предлагает уникальные функции, адаптированные под конкретные приложения и организационные потребности.

### Azure FHIR Server
Microsoft Azure FHIR Server — это полностью управляемая платформа корпоративного уровня, разработанная для ускорения взаимодействия медицинских данных. Созданная на основе масштабируемой облачной инфраструктуры Azure, она легко интегрируется с другими службами Microsoft и предлагает расширенные функции безопасности.

### AWS FHIR Server
Amazon Web Services (AWS) предоставляет HealthLake, полностью управляемый сервер FHIR, разработанный для хранения, запроса и анализа медицинских данных. AWS FHIR Server идеально подходит для крупных организаций здравоохранения благодаря своей надежной масштабируемости и возможностям обработки данных.

### LinuxForHealth FHIR Server (IBM FHIR Server)
IBM FHIR Server — это высоконастраиваемое и масштабируемое решение, подходящее для крупных поставщиков медицинских услуг и научно-исследовательских учреждений. Его открытый исходный код обеспечивает гибкость, а поддержка корпоративного уровня IBM — надежность.

### Google FHIR Server
API Cloud Healthcare от Google включает возможности сервера FHIR для первоклассной совместимости и аналитики медицинских данных. Созданный на основе Google Cloud, он использует искусственный интеллект и машинное обучение для предоставления действенных идей.

### Сервер HAPI FHIR
Сервер HAPI FHIR — это решение с открытым исходным кодом, широко известное своей гибкостью и возможностями настройки. Разработанный на Java, он идеально подходит для организаций, ищущих экономически эффективные решения, ориентированные на сообщество.

### Сервер Aidbox FHIR
Aidbox — это мощная, ориентированная на разработчиков платформа FHIR для создания инновационных приложений для здравоохранения. Он отличается быстрой разработкой приложений и интеграцией данных, что делает его идеальным для стартапов и организаций, стремящихся к гибкости.

## FHIR в России
Используется для организации доступа врачей и сотрудников медицинских учреждений Санкт-Петербурга к региональной интегрированной электронной медицинской карте (ИЭМК).
Благодаря FHIR были интегрированы в единое информационное пространство:
- 11 медицинских информационных систем: "Раковый Регистр", «Самсон», «Ариадна», «Виста-МЕД», qMS, VS Clinic, Globus Medicus, «СтомМИС», «Инфоклиника», «Авиценна», «Аура», АИС «Web-поликлиника»;
- 2 лабораторные информационные системы: «Акросс», «Ситилаб»;
- 2 системы приёма и передачи медицинских изображений (PACS): Agfa, «Электрон»[16].

Помимо этого разработана система помощи пациентам для принятия ими решений о тактике их лечения в виде автоматически создающихся рекомендаций

## Внешние источники
- FHIR DSTU 2 (Official version)
- FHIR Standard (Current Build)